# Orconectes propinquus
Orconectes propinquus е вид десетоного от семейство Cambaridae. Видът не е застрашен от изчезване.

## Разпространение и местообитание
Разпространен е в Канада (Квебек и Онтарио) и САЩ (Айова, Върмонт, Илинойс, Индиана, Масачузетс, Минесота, Мичиган, Ню Йорк, Охайо, Пенсилвания и Уисконсин).
Обитава крайбрежията и пясъчните и скалисти дъна на сладководни басейни, реки и потоци в райони с умерен климат.